# Mohamed-Tahar Zeghouf
Mohamed-Tahar Zeghouf, né le 17 janvier 1917 à Ait Menguellat, dans la commune de Michelet (aujourd’hui Aïn El Hammam, Algérie) et mort le 15 mai 1985 à Chauny (France), est un homme politique français.

## Biographie
Il est député de la Cinquième République du 30 novembre 1958 au 3 juillet 1962 (date de fin de mandat des députés des départements algériens) à l'Assemblée Nationale en France pour la 11° circonscription d'Algérie (Mascara) tandis que celle-ci était encore française.
Mohamed Zeghouf est d’origine berbère, issu d’une famille de riches commerçants et propriétaires terriens installés en Grande-Kabylie. Né à Ait Menguellet (Michelet), il se marie en avril 1942 avec Kheira Barkat et ont quatre enfants. Naturalisé français par décret le 5 octobre 1943, il suit une scolarité à l’École supérieure des Pères Blancs à Aït Larba, sanctionnée par une capacité et un brevet d’enseignement primaire supérieure avec mention à chaque épreuve.
Mohamed Zeghouf sert ensuite dans la gendarmerie durant plus de seize ans. C’est ainsi qu’il participe aux combats de la Seconde Guerre mondiale aux côtés des Forces Françaises Libres près du général De Gaulle en Tunisie, en Italie, en France (débarquement de Provence), en Allemagne, avant de servir en Algérie.
En 1958, c’est un notable - caïd des services civils à Palikao, maire de Cacherou (1958-1962), président du syndicat des communes de la sous-préfecture dont dépend sa ville - qui est élu sur une liste dite de la Rénovation arrivée en tête (62 624 voix contre 59 918 à celle du Renouveau de l’Algérie Française dans l’Union et la Paix) dans la 11e circonscription d’Algérie, celle de Mascara dans le département nouvellement créé de Mostaganem.
Il intègre, au Palais-Bourbon, la Commission des affaires culturelles, familiales et sociales au cours de l’année 1959, puis celle des lois constitutionnelles, de la législation et de l’administration générale de la République du 24 octobre 1960 au 4 juillet 1962. Il est inscrit à la Formation administrative des élus d’Algérie et du Sahara puis au groupe de l’Unité de la République qui lui succède en juillet 1959, mais le 20 octobre 1960 il choisit de rejoindre les Indépendants et paysans d'action sociale.
M. Zeghouf intervient très rarement à la tribune, si ce n’est, le 23 décembre 1959, pour prendre part à la discussion du projet de loi sur les rapports entre l’État et les établissements privés, en défendant l’extension de l’application de ladite loi aux départements de l’Algérie, des Oasis et de la Saoura. Au cours de la première législature, il vote la déclaration de politique générale du gouvernement Debré le 16 janvier 1959, mais ne prend pas part au vote du 15 octobre 1959. Il se montre favorable au projet de règlement définitif de l’Assemblée nationale voté le 3 juin 1959, ainsi qu’au projet de loi concernant l’enseignement privé (23 décembre 1959). Il vote en faveur des pouvoirs spéciaux attribués au gouvernement (scrutin du 2 février 1960) et approuve la modification de la Constitution (scrutin du 11 mai 1960).
En vertu de l’ordonnance du 3 juillet 1962 relative au mandat des députés et sénateurs élus dans les départements algériens et sahariens, celui de Mohamed Zeghouf prend fin le 4 juillet 1962. Il vit dès lors dans la difficulté matérielle (ses déboires avaient commencé durant son mandat), et rejoint, en 1981, le groupe des anciens députés, quatre ans avant sa mort.

## Distinctions
- Médaille militaire en 1957
- Médaille commémorative de la guerre 1939-1945